# Green Valley (hrabstwo Shawano)
Green Valley – miasto w Stanach Zjednoczonych, w stanie Wisconsin, w hrabstwie Shawano.